# 德平縣
德平縣，古鬲國地，西漢為平昌縣，東漢為西平昌，五代後唐改德平縣，明清皆屬濟南府，民國隸屬東臨道。1949年後，仍置德平縣，曾屬濼北專區、德州專區，1956年撤銷，分別劃歸德縣、商河縣、樂陵縣、臨邑縣。

## 行政區域
- 糜鎮，張習橋、堤後劉、史官寺、常家、三劉、周家、興隆、趙家、後王、張寨、姜家、大王、陳家、麻坊子、黃集、厚家、高牛、宋家、峯李、馬廟、桑林、義渡口、果園、雙廟等25鄉劃歸德縣
- 炊家、剛家、洼李、伯言、馬家、黃家、奎台、全家、趙集等九個鄉劃歸商河縣
- 譚家、閆家、郭寺、茂梧、張屯、劉集、張家、井子、代樓、孔鎮、四合等十一鄉劃歸樂陵縣
- 大劉、爐房、新莊、鄧家、夏家、北林、茄李、丁家、王河頭、蔡家、德平鎮、翟家、前屯、孫鎮、理合、藺家、王寨、謝家、扎李等十九個鄉劃歸臨邑縣。